# Liste des parcs d'État de la Caroline du Sud
Liste des parcs d'État de la Caroline du Sud aux États-Unis d'Amérique par ordre alphabétique. Ils sont gérés par le South Carolina Department of Parks, Recreation and Tourism.
- Aiken
- Andrew Jackson
- Baker Creek
- Barnwell
- Caesars Head
- Calhoun Falls
- Charles Towne Landing
- Cheraw
- Chester
- Colleton
- Colonial Dorchester
- Croft
- Devils Fork
- Dreher Island
- Edisto Beach
- Givhans Ferry
- Goodale
- Hamilton Branch
- Hampton Plantation
- Hickory Knob
- Hunting Island
- Huntington Beach
- Jones Gap
- Keowee-Toxaway
- Kings Mountain
- Lake Greenwood
- Lake Hartwell
- Lake Warren
- Lake Wateree
- Landsford Canal
- Lee
- Little Pee Dee
- Musgrove Mill
- Myrtle Beach
- Oconee
- Oconee Station
- Paris Mountain
- Poinsett
- Redcliffe Plantation
- Rivers Bridge
- Rose Hill Plantation
- Sadlers Creek
- Santee
- Sesquicentennial
- Table Rock
- Woods Bay